# Vi sense alcohol
El vi sense alcohol o vi desalcoholitzat és aquella beguda procedent del vi del qual s'ha tret pràcticament tot el seu contingut alcohòlic. És l'equivalent al cas de la cervesa sense alcohol.
No s'ha de confondre el vi sense alcohol amb el most (o suc de raïm) o el vi baix en alcohol o vins de baixa graduació (que són els que tenen un grau alcohòlic menor que el que hi ha en els vins corrents). Tampoc són “vins cuits” com els que es fan tradicionalment a la Provença. La definició legal d'una beguda “sense alcohol” a Espanya requereix que el producte contingui menys de l'1% d'alcohol en volum.
Legalment els vins desalcoholitzats no es poden anomenar vi perquè aquest ha de tenir sempre un grau alcohòlic mínim (igual o superior als 9° en volum).
Legalment el vi desalcoholitzat rep el nom genèric de beguda desalcoholitzada i tampoc poden portar la denominació de «vi» en la seva etiqueta.
Els vins sense alcohol s'elaboren des de fa menys temps que les cerveses sense alcohol. Les varietats de raïm amb què s'elaboren els vins que després són desalcoholitzats són les mateixes que en el cas dels vins pròpiament dits, és a dir per exemple, Chardonay, Pinot negre, Merlot, Garnatxa, Monastrell, Moscatell o qualsevol altra.
També hi ha vins escumosos desalcoholitzats que no es poden anomenar legalment ni vins escumosos ni cava encara que procedeixen de la desalcoholització d'aquests tipus de vins.
A alguns països amb majoria de població musulmana com Malàisia no es considera que els vins desalcoholitzats siguin permesos per la norma musulmana halal.

## Tecnologia
Hi ha diversos mètodes per treure l'alcohol d'un vi, però no és possible arribar treure’l al 100% encara que s'arriba a quantitats tan baixes de grau alcohòlic com és el 0,3%.
També per desalcoholitzar el vi es fa servir una columna de con rotatori que és una tècnica d'origen australià i es basa en la separació dels diferents components del vi utilitzant l'efecte de la força centrifuga a una temperatura de 20-25 °C. I la destil·lació al buit.
Es considera que les tècniques de llevar l'alcohol sense escalfament són les que conserven millor les propietats organolèptiques dels vins conservant l'aroma i el gust natural del vi. Entre elles es troben la filtració en fred. Certs mètodes de desalcoholitzar requereixen alguna forma de procés d'evaporació amb un escalfament i la calor perjudica el gust natural del raïm.

## Valor nutritiu
Els vins desalcoholitzats tenen una aportació d'energia que és aproximadament d'un terç de la que tenen els vins amb alcohol. Les calories que contenen se situen entre 20 i 28 per 100 ml. Contenen al voltant de 5 grams de carbohidrats per 100 ml, i no tenen greix ni proteïnes.